# Hans-Georg Wolf
Hans-Georg Wolf (* 1963 in Wiesbaden) ist ein deutscher Anglist und seit 2009 Professor an der Universität Potsdam.

## Leben
Wolf studierte von 1986 bis 1991 an der Johann Wolfgang Goethe-Universität Frankfurt am Main Amerikanistik, Linguistik des Deutschen und Erziehungswissenschaften. Während dieser Zeit absolvierte er Studien- und Forschungsaufenthalte in den Vereinigten Staaten, namentlich an der Southern Illinois University und der University of California. Es schlossen sich Arbeiten an seiner Doktorarbeit an, die er im Jahr 1994 unter dem Titel A Folk Model of the ‘Internal Self’ in Light of the Contemporary View of Metaphor – the Self as Subject and Object veröffentlichte. Danach war er bis 2000 an der Humboldt-Universität Berlin als wissenschaftlicher Assistent im Fach Englisch und American Studies beschäftigt, bis 2002 dann als wissenschaftlicher Mitarbeiter.
Im Jahr 2003 war er erstmals an der Universität Hongkong tätig, zunächst als Research Assistant Professor, anschließend bis 2009 als Professor am Institut für Englisch. Seit 2009 ist er Lehrstuhlinhaber für Entwicklung und Varietät des Englischen an der Universität Potsdam. Zusätzlich war er bis 2016 in Hongkong als Honorarprofessor tätig.
Zu seinen Forschungsschwerpunkten zählen vor allem Dialektologie und Varietät des Englischen. Insbesondere ist hier seine Mitarbeit am Dictionary of West African English hervorzuheben, das sich mit den Formen des Englischen im westafrikanischen Raum befasst.

## Veröffentlichungen (Auswahl)
- Dissertation: A Folk Model of the 'Internal Self' in Light of the Contemporary View of Metaphor – the Self as Subject and Object. Peter Lang 1994, ISBN 978-3-631-47840-0.
- English in Cameroon. de Gruyter 2001, ISBN 978-3-11-017053-5.
- mit Frank Polzenhagen:  World Englishes: A Cognitive Sociolinguistic Approach. de Gruyter 2009, ISBN 978-3-11-019633-7.
- mit Patrick J. Cummings: A Dictionary of Hong Kong English. Words from the Fragrant Harbor. Hong Kong University Press 2011, ISBN 978-988-8083-30-5.